# Frans Brüggen
Frans Brüggen (Amsterdam, 30 ottobre 1934 – Amsterdam, 13 agosto 2014) è stato un flautista e direttore d'orchestra olandese.

## Biografia
Ha insegnato dalla fine degli anni '50 al 1970 al conservatorio dell'Aia e al Muzieklyceum di Amsterdam. Nel 1981 ha fondato la propria orchestra (con strumenti antichi): l'Orchestra del XVIII secolo. Aveva creato precedentemente il Brüggen-consort. Ha diretto regolarmente l'Orchestra of the Age of Enlightenment.
Per il Teatro La Fenice di Venezia nel 1981 suona il flauto barocco in sei concerti di Antonio Vivaldi e nel 1982 suona il flauto dolce con l'Orchestra del Settecento di Amsterdam e dirige i Concerti dell'opera decima secondo i manoscritti di Vivaldi con i solisti dell'Orchestra del Settecento nell'Isola di San Giorgio Maggiore.
Al Teatro alla Scala di Milano ha diretto nel 1987 un concerto con l'Orchestra del Settecento di Amsterdam e nel 2006 tre Sinfonie di Mozart.
Al Festival di Salisburgo nel 1990 dirige il Concerto per clarinetto e orchestra di Mozart, la Sinfonia n. 34 (Mozart) e la Sinfonia n. 101 (Haydn) con l'Orchestra of the Age of Enlightenment, nel 1992 la Sinfonia n. 40 (Mozart) ed il Concerto per pianoforte e orchestra n. 25 (Mozart) con Emanuel Ax, nel 1995 la Sinfonia n. 38 (Mozart) ed il Concerto per pianoforte e orchestra n. 23 (Mozart) con Maria João Pires, nel 2000 la Missa solemnis in do minore K 139 e la Sinfonia n. 94 (Haydn) e nel 2008 la Sinfonia n. 36 (Mozart), la Sinfonia n. 31 (Mozart) ed il Concerto per flauto e orchestra n. 2 (Mozart) con Emmanuel Pahud. 
Nel 2003 è stato insignito dell'Ordine del Leone dei Paesi Bassi e nel 2010 dell'Ordine della Casata d'Orange.

## Influenza musicale
È stato uno dei primi virtuosi moderni di uno strumento riscoperto solo in tempi recenti: il flauto dolce. È stato altresì il fondatore di una grande scuola nella quale si sono formati eminenti flautisti barocchi, in particolare Kees Boeke e Walter van Hauwe. Lo studio organologico da lui intrapreso ha fornito un notevole impulso alla creazione di copie fedeli di flauti del XVI, XVII e XVIII secolo. Di rilievo i suoi concerti e le sue registrazioni con gli altri due padri della rinascita interpretativa barocca (1960-1980), il clavicembalista Gustav Leonhardt ed il violoncellista Anner Bijlsma.

## Discografia parziale
- Beethoven: Violin Concerto - 2 Romances - Frans Brüggen/Orchestra of the 18th Century/Thomas Zehetmair, 1998 Philips
- Haydn: The "London" Symphonies Vol. 1, No. 93, 94, 97, 99, 102 & 103 - Frans Brüggen/Orchestra of the 18th Century, 2001 Philips
- Haydn: The "London" Symphonies, Vol. 2, No. 95, 96, 98, 100, 101 & 104 - Frans Brüggen/Orchestra of the 18th Century, 2001 Philips
- Mozart: Clarinet Concerto & Clarinet Quintet - Eric Hoeprich/Frans Brüggen/Orchestra of the 18th Century, 1988 Philips
- Mozart: Missa in C, "Coronation Mass" - Frans Brüggen/Netherlands Chamber Choir/Orchestra of the 18th Century, 1994 Philips
- Mozart: Serenade, K. 361 "Gran partita" - Frans Brüggen/Orchestra of the 18th Century, 1989 Philips
- Mozart: Symphony No. 41 & La Clemenza di Tito Overture - Frans Brüggen/Orchestra of the 18th Century, 1987 Philips
- Mozart: Piano Concertos Nos. 20 & 24 - Frans Brüggen/John Gibbons/Orchestra of the 18th Century, 1987 Philips
- Jean-Philippe Rameau: Orchestral Suites - Frans Brüggen/Orchestra of the 18th Century, 1998 Glossa
- Rameau: Les Indes Galantes Suite - Frans Brüggen/Orchestra of the Eighteenth Century, 1994 Philips
- Telemann: Recorder Sonatas & Fantasias - Anner Bylsma/Frans Brüggen/Gustav Leonhardt, 1993 Teldec
- Vivaldi: Concerti pour flute, cordes et basse continue - Frans Brüggen/Orchestra of the 18th Century, 2000 Sony